# Millennieproblemen
Millennieproblemen är sju berömda problem inom matematiken, varav sex fortfarande är olösta. Flera av dessa problem är över hundra år gamla och även om flera av dem har allmänt erkända lösningar och användningsområden saknar de matematiska bevis.
Den 24 maj 2000 instiftade CMI, Clay Mathematical Institute i Cambridge, Massachusetts, Millenniepriset. Man listade dessa sju av världens stora olösta matematiska problem och utlovade en prissumma på en miljon amerikanska dollar för lösningen till vart och ett av dem.
Hittills har endast ett av problemen lösts. Den 18 mars 2010 blev ryske Grigorij Perelman den förste pristagaren för sitt bevis av Poincarés förmodan.

## Problemen
De sju millennieproblemen är:
- Birch–Swinnerton–Dyers förmodan
- Hodges förmodan
- Navier-Stokes ekvationer
- Poincarés förmodan
- P=NP
- Riemannhypotesen
- Yang-Mills teori

## Birch-Swinnerton-Dyers förmodan
Birch–Swinnerton–Dyers förmodan tillhör området aritmetisk algebraisk geometri. Som Newton var den första att påpeka skär en linje en elliptisk kurva i tre punkter. För detta gäller att om två av dessa punkter är rationella är också den tredje rationell. 
Låt E vara en elliptisk kurva, det vill säga en icke-singulär, projektiv kurva av genus 1, definierad över en talkropp K. Enligt Weierstrass form kan vi då definiera E: y² = x² + ax + b där a och b är heltal. Man kan visa att de rationella punkterna i K bildar en grupp under den additionsoperation som ges av att tre kolinjära punkter summerar till 0. Det vill säga:
{\displaystyle f(x,y)=0,\quad x,y\in \mathbb {Q} }
Denna grupp består av en torsionskomponent samt r antal kopior av Z. r kallas rangen för E. Associerad till E finns också en meromorf funktion L(E,s), s komplex, kallad L-funktionen för E. Den definieras som en viss Eulerprodukt där faktorerna beror på antalet punkter på E över de ändliga kropparna.
{\displaystyle L:=\prod _{p\nmid 2\delta }(1-a_{p}p^{-s}+p^{1-2s})^{-1}}
För denna Eulerprodukt konvergerar Re(s) > 3/2
Birch-Swinnerton-Dyers förmodan lyder:
Taylorexpansionen för L(E,s) vid s=1 har formen
{\displaystyle L(E,s)=c(s-1)^{r}+{\text{termer av hogre ordning,}}\qquad c\neq 0}
Förmodan innebär alltså att E har ett oändligt antal rationella punkter om L-funktionen har ett nollställe i s=1 och ett ändligt antal rationella punkter om L-funktionen inte har ett nollställe i s=1.

## Hodges förmodan
Hodges förmodan, av matematikern William Vallance Douglas Hodge, är ett problem i algebraisk geometri. Den bygger på att man kan uppskatta en komplicerad geometrisk form med hjälp av sammansättningar av enklare former. I och med att metoden utvecklats i sitt användande har det varit nödvändigt att tillföra delar som saknar geometrisk tolkning.
Låt X vara en projektiv, icke-singulär algebraisk varietet över de komplexa talen. Då finns de Rhamkohomologigrupper Hn(X,C) som har en hodgedekomposition
{\displaystyle \bigoplus _{p+q=n}H^{p,q}(X,\mathbb {C} )}
Hodges förmodan handlar om de rationella klasserna i diagonalen i denna dekomposition, alltså gruppen
{\displaystyle H^{p,p}(X,\mathbb {C} )\cap H(X,\mathbb {Q} )}
av hodgeklasser. Nämligen, varje algebraisk cykel Z av kodimension p i X ger upphov till en kohomologiklass i H2p(X,Z) vars bild i H2p(X,Z) man kan visa är av typ (p,p). Därför finns en homomorfi från gruppen av cykler av kodimension p till gruppen av (p,p)-hodgeklasser. Hodges förmodan säger nu att varje hodgeklass är en rationell linjärkombination av algebraiska cykler.

## Navier-Stokes ekvationer
Navier-Stokes ekvationer är en uppsättning partiella differentialekvationer, vars lösning beskriver strömningen av en Newtonsk fluid och tryckfördelningen i densamma. De är en generalisering av Eulers ekvationer för viskösa fluider. Ekvationerna formulerades i början av 1800-talet och är uppkallade efter den franske fysikern Claude-Louis Navier och den brittiske matematikern och fysikern Sir George Gabriel Stokes.
För en inkompressibel fluid, det vill säga en fluid med konstant densitet, kan Navier-Stokes ekvationer skrivas som
{\displaystyle \rho \left({\frac {\partial \mathbf {v} }{\partial t}}+\mathbf {v} \cdot \nabla \mathbf {v} \right)=-\nabla p+\mu \nabla ^{2}\mathbf {v} +\mathbf {f} .}
Här är {\displaystyle \rho } densiteten, v(x, t) hastigheten, p(x, t) trycket, {\displaystyle \mu } viskositeten och f representerar fördelade krafter (per volym), till exempel gravitationskrafter. Lösning av ekvationerna kräver dessutom begynnelse- och randvillkor, samt ett villkor för masskonservering, den så kallade kontinuitetsekvationen. För en inkompressibel fluid lyder denna
{\displaystyle \nabla \cdot \mathbf {v} =0.}
Eftersom ekvationerna i allmänhet saknar analytiska lösningar, har man historiskt varit hänvisad till enkla specialfall och förenklingar som leder till lösbara problem. Idag är det ofta möjligt att med kraftfulla datorers hjälp bestämma numeriska lösningar, men många problem kvarstår, inte minst vad gäller en djupare matematisk förståelse av lösningarna. Om detta handlar ett av millennieproblemen.

## Poincarés förmodan
Poincarés förmodan är ett problem inom algebraisk topologi som handlar om huruvida 3-sfären (en sfär med en 3-dimensionell yta) karakteriseras av sin fundamentalgrupp. Närmare bestämt, till varje sammanhängande topologisk mångfald kan man associera en grupp, fundamentalgruppen. Denna består av ekvivalensklasser av slutna loopar med en viss baspunkt, där två loopar är ekvivalenta om de kontinuerligt kan deformeras till varandra och produkten av två loopar utgörs av deras union. 
Man kan visa att en n-sfär, alltså mängden av punkter i Rn+1 med avstånd 1 från origo, har en trivial fundamentalgrupp, dvs alla loopar är ekvivalenta. En topologisk mångfald med denna egenskap kallas enkelt sammanhängande. Man kan relativt enkelt visa att en omvändning till detta påstående är sann för n=2, nämligen; Varje kompakt enkelt sammanhängande mångfald av dimension 2 är homeomorf med 2-sfären. 
Poincaré var troligtvis den första att undersöka detta fenomen för kroppar i tre dimensioner. Den fråga han ställde sig var:
Om en kompakt, enkelt sammanhängande, 3-dimensionell mångfald M³ har egenskapen att varje enkel stängd kurva på ytan kan deformeras kontinuerligt till en punkt, följer det då att M³ är homeomorf med sfären S³?
Poincarés förmodan lyder:
M³ är homeomorf med S³.
Under 1900-talets andra del visades att motsvarigheten till Poincares förmodan i dimensioner högre än 3 är sann. Dessa resultat är mycket djupa och har belönats med 2 fieldsmedaljer. Detta millennieproblem gäller alltså specifikt för 3 dimensioner.
Ett bevis för Poincarés förmodan har presenterats av Dr. Grigorij Perelman. Det Perelman bevisat är
Thurstons geometriseringsförmodan som medför ett bevis för Poincarés förmodan. Detta är det första bevis av ett millennieproblem som godkänts och belönats med Millenniepriset, den 18 mars 2010.

## P vs. NP
P vs. NP är ett problem inom teoretisk datalogi och handlar om huruvida två klasser av beräkningsproblem, P och NP, är olika eller inte.
Teorin har att göra med att generera kombinationer av ett begränsat antal ur en större urvalsgrupp, där vissa kombinationer är otillåtna. Detta kallas ett NP-problem. Att kontrollera om en genererad kombination är tillåten är enkelt. Att generera en kombination som är tillåten är däremot svårt på grund av att antalet möjligheter kan vara enormt. Det anses därför inte möjligt att man ens i framtiden ska kunna bygga datorer snabba nog att lösa dessa problem genom försök.
Problemet lyder:
Finns det något beslutsproblem som kan lösas av en icke-deterministisk turingmaskin i polynomiell tid, dvs det ligger i komplexitetsklassen NP, men inte av en deterministisk turingmaskin, dvs det ligger inte i komplexitetsklassen P?
Det anses allmänt att svaret är ja. En stor klass beräkningsproblem har visats vara NP-fullständiga.  Med NP-fullständigt menas att om det finns en polynomiell deterministisk algoritm för problemet, så finns en polynomiell deterministisk algoritm för alla problem i NP.
Ett bevis för existensen av ett beräkningproblem som ligger i NP men inte i P skulle alltså innebära att inget NP-fullständigt problem ligger i P.

## Riemannhypotesen
Riemannhypotesen rör Riemanns zetafunktion, ζ. I det reella talplanet definieras denna som den absolutkonvergenta summan
{\displaystyle \zeta (s)=\sum _{n=1}^{\infty }{\frac {1}{n^{s}}}}
med Re(s) > 1. Den kan fortsättas analytiskt till det komplexa planet med en pol i 1. Funktionen är absolutkonvergent och har triviala nollställen i alla negativa jämna heltal. Detta kan bevisas genom Leibniz sats. Riemannhypotesen säger att alla icke-triviala nollställen till zetafunktionen har realdel lika med 1/2.
På grund av produktrepresentationen
{\displaystyle \zeta (s)=\prod _{p}{\frac {1}{1-p^{-s}}}}
där produkten tas över alla primtal, är hypotesen intressant vid studiet av primtalens fördelning. Riemannhypotesen säger också att ett bevis för Riemannhypotesen skulle till exempel ge information om resttermen i primtalssatsen.
Man har kontrollerat Riemannhypotesen genom att ta fram de 1 500 000 000 första lösningarna, men ett bevis saknas fortfarande.

## Yang-Mills teori
Yang-Mills teori är ett problem inom Gaugeteori. Enkelt förklarat kan man säga att den använder geometriska figurer för att beskriva elementarpartiklar. Teorin har påvisats genom fysiska experiment men saknar matematiska bevis. Teorin är framför allt inte en matematisk formel utan en rad matematiska samband med tät koppling till Maxwells ekvationer. Dock kan flera av dessa samband och ekvationer härledas från Yang-Mills lagrangefunktion
{\displaystyle L={\frac {1}{4g^{2}}}\int Tr\,F\wedge *F}
där Tr är en invariant kvadratisk form på liealgebran av den kompakta gaugegruppen G och * är Hodgedualen.
I sin teori visar Yang och Mills existensen av ett så kallat massgap. Detta är skillnaden i energi mellan vakuum, som per definition saknar energi och den lägsta möjliga energinivån. Inom kvantfältteorin görs ingen skillnad på fält och partiklar vilket medför att massgapet är detsamma som energin för den minsta existerande partikeln. Det finns idag teorier inom fysiken som förutsätter att detta massgap inte existerar. Detta gör det ännu viktigare att ta fram ett matematiskt bevis som visar eller motbevisar Yang-Mills teori.